# Всероссийский диптерологический симпозиум
Всероссийский диптерологический симпозиум — это собрание российских диптерологов (как правило, с международным участием), занимающихся всеми направлениями фундаментальной, медицинской, сельскохозяйственной диптерологии. Симпозиум проводится в последние годы под грифом Русского энтомологического общества с интервалом в 5 лет.

## История
Первый всесоюзный (ныне всероссийские) диптерологический симпозиум прошёл 6—8 апреля 1976 г. в Ленинграде и собрал 80 участников. 
Второй — в Воронеже в 1978 г. (более 100 участников)
Третий — в г. Белая Церковь в 1982 г. (более 130 участников)
Четвёртый — в Алма-Ате в 1986 г. (более 150 участников)
Пятый — в Новосибирске в 1990 г. (115 участников). 
VI всероссийский диптерологический симпозиум (21 — 25 апреля 1997 г., Санкт-Петербург) был посвящён памяти Александра Александровича Штакельберга, основателя отечественной школы диптерологии. 
IX всероссийский диптерологический симпозиум в рамках XIV съезда Русского энтомологического общества состоялся 28 — 30 августа 2012 г. в Санкт-Петербурге. Он был посвящён памяти Вадима Филипповича Зайцева, известного российского диптеролога.
X всероссийский диптерологический симпозиум состоялся на базе Кубанского государственного университета 23 — 28 августа 2016 г. в Краснодаре и на биологической станции «Камышанова поляна», расположенной в горах вблизи плато Лаго-Наки. В работе симпозиума участвовали более 50 диптерологов из 18 городов России, а также зарубежные специалисты из Бельгии, Германии, Украины. Пленарные и секционные заседания посвящены таким направлениям, как эволюция и филогения, таксономия и классификация, кариосистематика и цитогенетика, морфология, определительные ключи, фаунистика и биотопическое распределение, новые находки и т.п. Затронуты вопросы биологических методов борьбы с вредными насекомыми и охраны природы. Опубликованный сборник материалов симпозиума включил более 70 научных статей.
XI всероссийский диптерологический симпозиум должен был состояться на базе Воронежского государственного университета 24 — 29 августа 2020 г. в Воронеже, но прошёл в заочном формате. Опубликованный сборник материалов симпозиума включил 73 статьи 109 авторов. Материалы  прислали диптерологи из 23 городов различных регионов России (Барнаула, Борка, Вологды, Воронежа, Гусь-Хрустального, Екатеринбурга, Казани, Комсомольска-на-Амуре, Краснодара, Майкопа, Москвы, Муромцева, Мытищ, Нальчика, Новосибирска, Петрозаводска, Пскова, Самары, Санкт-Петербурга, Сыктывкара, Томска, Тюмени, Якутска), а также из Беларуси, Казахстана, Молдовы, Канады, Китая и Египта.
XII всероссийский диптерологический симпозиум состоялся 21 по 24 октября 2024 г. на базе Зоологического института РАН в г. Санкт-Петербург. В работе симпозиума приняли участие 130 специалистов из 29 городов России, а также из Армении, Белоруссии, Казахстана и Узбекистана. Было представлено 63 устных доклада и 18 стендовых сообщений. Пленарные и секционные доклады были посвящены различным аспектам изучения двукрылых насекомых (Diptera), включая морфологию, систематику, филогению, эволюцию, палеоэнтомологию, молекулярно-генетические исследования, кариосистематику и цитогенетику, фаунистику, зоогеографию, экологию, физиологию и значение двукрылых в паразитологии, а также их роль в сельском хозяйстве и охране природы.